# Chatham-Glockenhonigfresser
Der Chatham-Glockenhonigfresser (Anthornis melanocephala) ist eine ausgestorbene Vogelart aus der Familie der Honigfresser. Zeitweise galt er als Unterart des Maori-Glockenhonigfressers (Anthornis melanura). Die Art war auf den Chatham-Inseln endemisch.

## Merkmale
Der Chatham-Glockenhonigfresser erreichte eine Größe von 25 Zentimetern. Die Flügellänge betrug 110 mm, die Schwanzlänge 110 mm, die Schnabellänge 17 mm und die Lauflänge 38 mm. Er war größer als der Maori-Glockenhonigfresser, und sein Kopf war dunkler. Das Gefieder des Männchens war an der Oberseite überwiegend olivgrün. Der Bauch und die Flanken waren heller. Die Stirn und der Scheitel waren stahlblau. Auf den Kopfseiten und der Kehle ging die Färbung in ein Purpurblau über. Die Schwung- und Schwanzfedern waren schwarzbraun mit olivgrünen Rändern. Die Iris war gelb. Der Schnabel war schwarz, die Beine waren braun. Das Weibchen war kleiner und zeigte eine dunklere Kopf-, Bürzel- und Unterseitenfärbung als das Männchen. Der Gesang war reichhaltiger und voller als der des Maori-Glockenhonigfressers.

## Vorkommen und Lebensraum
Der Chatham-Glockenhonigfresser bewohnte die Wälder der drei zu den Chatham-Inseln gehörenden Inseln Chatham Island, Mangere Island und Little Mangere Island.

## Lebensweise
Über seine Lebensweise gibt es keine detaillierten Angaben. Vergleiche mit dem Maori-Glockenhonigfresser lassen jedoch die Vermutung zu, dass die Nahrung aus Blütenhonig, Beerenfrüchten und Insekten bestand.

## Aussterben
Der neuseeländische Paläontologe und Vogelsammler Williams Hawkins schrieb 1896: „Dieser Vogel ist fast ausgestorben. Ich habe keine Schwierigkeiten damit, einen Balg für £1 das Stück zu verkaufen, so habe ich eifrig nach den Vögeln gesucht. Aber es ist sehr schwierig geworden, noch welche von ihnen zu fangen.“ Die letzten Exemplare wurden 1906 auf Little Mangere Island beobachtet. Nachdem unbestätigte Sichtungen in den 1950er-Jahren bekannt wurden, besuchte der neuseeländische Ornithologe Logan Bell 1961 die Chatham-Inseln, wo er jedoch kein Exemplar mehr nachweisen konnte. Die genauen Ursachen für das Aussterben des Chatham-Glockenhonigfressers sind unbekannt, laut IUCN war wahrscheinlich eine Kombination aus Lebensraumzerstörung, Prädation durch eingeführte Hauskatzen und Ratten und zu intensiver Erbeutung für Museumssammlungen ausschlaggebend. Museumsexemplare werden in Bremen, Berlin und Frankfurt am Main aufbewahrt.